# Cissus obliqua
Cissus obliqua là một loài thực vật hai lá mầm trong họ Nho. Loài này được Ruiz & Pav. miêu tả khoa học đầu tiên năm 1798.